# Cincinnati Open 1985
Il Cincinnati Open 1985 è stato un torneo di tennis giocato sul cemento. È stata la 84ª edizione del Cincinnati Open, che fa parte del Nabisco Grand Prix 1985. Il torneo si è giocato a Cincinnati in Ohio negli USA, dal 19 al 25 agosto 1985.

## Campioni

### Singolare
Boris Becker ha battuto in finale  Mats Wilander con il punteggio di 6–4, 6–2

### Doppio
Stefan Edberg /  Anders Järryd hanno battuto in finale  Joakim Nyström /  Mats Wilander con il punteggio di 4–6, 6–2, 6–3